# Ol Doinyo Lengai
O Ol Doinyo Lengai é um estratovulcão localizado no leste do Vale do Rifte no nordeste da Tanzânia. O seu primeiro fluxo de lava formou-se há aproximadamente 370 mil anos, mas a sua forma atual tem 15 mil anos de idade.
A altitude deste vulcão é 2890 metros acima do nível do mar. A atividade deste vulcão encontra-se ao norte, com muitos hornito e pequenos cones, com a emissão de lavas carbonatíticas, um caso raro na natureza. É também conhecido pela baixa viscosidade de sua lava decorrente do baixo teor de sílica e pela baixa temperatura (590 °C) da mesma.
As erupções mais recentes foram em 1917, 1940, 1960, 1966, 2008 e 2013

## Cultura
O povo masai acredita que a montanha é a casa de deus.

## Turismo
O vulcão é visitado pela suas características únicas e pelo povo masai. Como é pouco conhecido pelo mundo é pouco visitado.